# 草酸釤
草酸釤是釤的草酸盐，化学式为Sm2(C2O4)3，其水合物可由硝酸钐和草酸在水溶液中反应得到：
2 Sm(NO3)3 + 3 H2C2O4 → Sm2(C2O4)3 + 6 HNO3
它的十水合物受热分解得到无水物，继续加热得到氧化釤。它和盐酸反应得到Sm(C2O4)Cl·3H2O。